# Elendberg
Elendberg är ett berg i Österrike.   Det ligger i distriktet Liezen och förbundslandet Steiermark, i den centrala delen av landet, 220 km sydväst om huvudstaden Wien. Toppen på Elendberg är 2 672 meter över havet.
Terrängen runt Elendberg är huvudsakligen bergig, men västerut är den kuperad. Närmaste större samhälle är Schladming, 13,1 km norr om Elendberg. 
Trakten runt Elendberg består i huvudsak av gräsmarker. Runt Elendberg är det ganska glesbefolkat, med 21 invånare per kvadratkilometer.